# 9642 Takatahiro
9642 Takatahiro eller 1994 RU är en asteroid i huvudbältet som upptäcktes den 1 september 1994 av de båda japanska astronomerna Kazuro Watanabe och Kin Endate vid Kitami-observatoriet. Den är uppkallad efter den japanske amatörastronomen Hiroyuki Takata.
Den tillhör asteroidgruppen Nysa.